# Bošnjačko-hrvatski sukob: Dolina Neretvice i Konjic
Odmah po višestranačkim izborima 1990. godine dolazi do nesuglasica između SDA i HDZ BiH, jer je SDA podijelila radna mjesta u općinskoj vladi i administraciji na štetu Hrvata i u nerazmjeru s rezultatima izbora.
SDA je pokazala svoje namjere nakon prvih višestranačkih izbora 1990. godine samo je onda ratno bošnjačko ponašanje i ishod danas nezamisliv. Pobijedila je, a nije poštovala pravo predstavnika srpskog naroda i nije im dopustila da sudjeluju u konstituiranju lokalne izvršne vlasti, a ni Hrvtima nije bilo ništa bolje, jer su najveći dio mjesta u izvršnoj vlasti i općinskoj upravi preuzeli Muslimani što je stvaralo nesuglasice. HVO je 1992. na Sovićkim vratima gradio put zvan Put spasa, a srpsko ratno zrakoplovstvo 1992. godine ga je u dva navrata raketiralo. Predkraj te iste godine, pripadnici lokalnih postrojbi Armije BiH u selu Sovićima presreli su i opljačkali kamionske konvoje koji su tim Putem spasa išli prema Sarajevu i srednjoj Bosni. Također su na nadzornoj točki u selu Ostrošcu ekstremisti iz tih postrojbi ubili su jednog vojnika HVO-a, a jednog ranili. 12. prosinca 1992. godine nepoznata naprava eksplodirala je uz vanjski zid katoličke župne crkve u Jablanici. Napetosti su od tad rasle, ali je atmosfera bila tolerantna.
15. ožujka 1992. g. izvršeno je prvo postrojavanje "jedinice patriota na širim prostorima Hercegovine u rejonu Mehine ravni - Podhum (Buturović Polje)“.
Na srpsku agresiju u svibnju 1992. godine zajednički odgovaraju Hrvati i Bošnjaci u Konjicu, ali se savezništvo raspada po zauzimanju vojnih objekata (JNA) Zlatar i Ljuta zbog raspodjele ratnog plijena (teško, lako naoružanje, municija).
10. svibnja 1992. otvoren je zloglasni logor športska dvorana na Musali u Konjicu. Na zlu glasu po metodama zlostavljanja, broju logoraša i vremenu postojanja. Status logora dobila je 10. svibnja 1992. kada je postrojba muslimanskog TO-a, pod zapovjedništvom Mithada Pirkića, u dvoranu zatvorila osam srpskih civila iz Idbra zarobljenih dan ranije. Slovi kao jedan od rijetkih logora u kojem su istodobno uzničke dane provodili i Hrvati i Srbi. Logor su osnovali najviši muslimanski politički i vojni predstavnici predvođeni predsjednikom muslimanske SDA i nelegalnim predsjedavajućim Predsjedništva RBiH Alijom Izetbegovićem,  ministrom vanjskih poslova RBiH dr. Harisom Silajdžićem, načelnikom Glavnog stožera muslimanske Armije RBiH generalom Seferom Halilovićem. Glavnu riječ vodio je nelegalni predsjednik Ratnog predsjedništva općina Konjic, Jablanica i Prozor dr. Safet Ćibo koji je donosio odluke o zatvaranju i puštanju logoraša. Iz logora u dvorani redistribuirali su logoraše u druge logore. Prvih 65 starijih i maloljetnih logoraša oslobođeno je iz logora 13. kolovoza 1993. u zamjenu za oslobađanje 53 vojno sposobna Muslimana iz logora u Zabrđu, a svi preživjeli logoraši Srbi dovedeni na Musalu iz Čelebića su razmijenjeni ili izravno iz logora na Musali u Konjicu ili su pušteni kućama, pa privođeni i razmijenjeni. Posljednji 81 srpski logoraš oslobođen je iz tog logora 6. listopada 1994. godine na mostu na Grbavici u Sarajevu.
Komandant 3.Korpusa A BiH napisao je komandi štaba obrane Bugojna i 307. br. A BiH, 20. siječnja 1993. godine: „Izvještaje pišite tako da odražavaju borbenu situaciju, a ne da budu političke lekcije. ZA SUKOBE U SVIM GRADOVIMA HZ HERCEG BOSNA još je PREURANJENO, MADA JE I TA OPCIJA PREDVIĐENA.“. Time je 20. siječnja 1993. godine nadnevak je opcija napada na Hrvate (HVO) već debelo predviđena, što dodatno ruši teze o "pogrešnoj" hrvatskoj politici u BiH koja je „sigurno pripremala sukobe s A BiH". Potpisnik dokumenta Enver Hadžihasanović, zapovjednik 3. Korpusa A BiH da je u ovo vrijeme (siječanj 1993. godine) zaključuje da je "još rano za napad na HVO u gradovima" to jest da je trebalo je napraviti pretpostavke za napad, a to znači očistiti sve one Muslimane koji surađuju s Hrvatima, s političkim i vojnim dijelom HVO-a. Ti Muslimani, legalno, demokratski izabrani predstavnici naroda, a koji su u mnogim mjestima (Mostar, Konjic, Jablanica, Rama, Bugojno, … ) zajedno s Hrvatima sastavili vlast, postali su smetnja ostvarenju već sačinjenih planova o „oslobađanju“ tih prostora od Hrvata. Plan i A BiH i politike stranke SDA; tako Alija Izetbegović u proljeće 1993. godine, bez zakonskog uporišta, oktroiranom voljom, smjenjuje izabrane Muslimane u Jablanici, Konjicu i Rami, te postavlja dr. Safeta Ćibu. Sefer Halilović, načelnik štaba Vrhovne komande OS RBiH napisao je komandantu 4. korpusa da "na prostoru Jablanice, Konjica, Pazarića, Tarčina a vjerojatno i drugih mjesta u zoni odgovornosti 4.K. jedan manji dio kadrova iz Armije RBiH, MUP-a i vlasti u potpunosti se stavio u službu ostvarenja velikohrvatske politike kroz potpuno sprovodjenje zadataka koje dobijaju od rukovodilaca HZ «HR-HB», što direktno utiče na razbijanje našeg fronta borbe za cjelovitu i demokratsku RBiH, a posredno i neposredno zbunjuje jedan dio naših pripadnika i dovodi ih u zabunu. Ovo se naročito odnosi na dr. R. Hadžihuseinovića – predsjednika SO Konjic, Jasmina Gusku – načelnika MUP-a Konjic. Načelnika MUP-a Hadžići Tufo i komandanta 7. konjičke brigade Cerovac Midhada."
General Sefer Halilović iz štaba vrhovne komande Armije BiH 29. siječnja 1993. šalje Naredbu br. 111 komandantu IV. korpusa Armije BiH, generalu Asifu Pašaliću. U Naredbi upozorava na "ostvarenje velikohrvatske politike". Besmislena naredba nije mogla upozoravati ni na kakvo ostvarenje velikohrvatske politike, osim ako područja pod kontrolom pobunjenih hrvatskih Srba nisu smatrali srpskim tlom, a čije je oslobađanje bilo u tijeku operacijom Hrvatske vojske i policije Maslenicom. Zato se Naredba komande tzv. Armije RBIH može smatrati spašavanjem tzv. Republike Srpske Krajine koja se zbog siline hrvatskog udara nalazila pred slomom, te početkom realizacije muslimansko-srpskog paktiranja.
Isti štab 13. ožujka 1993. godine za predsjednika ratnog predsjedništva triju općina: Konjic, Jablanica i Rama/Prozor potvrduje dr. Safeta Ćibu, liječnika kirurga-ortopeda. 
U selu Jaseniku živjelo je daleko više Muslimana - Bošnjaka nego Hrvata. Na prijevaru su muslimansko - bošnjačke vlasti uhitile oko 70 Hrvata, pozvavši ih da 13. ožujka 1993. godine dođu po humanitarnu pomoć. U Konjicu zasjedaju predstavnici Armije BiH i MUP-a BiH te donose dokument o procijeni stanja u općinama Hadžići, Jablanica i Konjic, u odnosu prema Hrvatskom vijeću obrane (HVO). U dokumentu "Vojna tajna - strogo povjerljivo" 16-8/8-62/93. kaže se da se odnosi pogoršavaju između dvije strane i da treba ojačati obrambene linije prema Hrvatima i osigurati punu kontrolu prostora te s time svime upoznati Aliju Izetbegovića, koji je boravio u New Yorku na mirovnim pregovorima. Može se zaključiti da je tada napravljen globalni plan napada na Hrvate u općinama Konjic i Jablanica . 
Početak krvave agresije i etničkog čišćenja hrvatskog naroda u općinama Konjic i Jablanica dogovoren je u Jablanici 20. ožujka 1993. godine na sastanku najviših vojnih i političkih predstavnika Muslimana Konjica, Jablanice i Hadžića, blagoslovljenog od Alije Izetbegovića, dr. Safeta Ćibe i Sefera Halilovića. A da je to tako posvjedočit će podaci o progonima Hrvata, njihovima izgonima sa svojih ognjišta i o brojnim masakrima nevinog civilnog stanovništva hrvatske nacionalnosti. U selu Kostajnici, s 99,9 posto hrvatskog stanovništva, Muslimani - Bošnjaci Ismet Gabela i Sakib Boloban iz vozila u pokretu bacaju ručnu bombu na tri hrvatske djevojčice, i jednu od njih ranjavaju. Bilo je to 20. ožujka 1993., a isti dan je u Konjicu eksplozivom dignut u zrak automobil jednog Hrvata. Dan kasnije dr. Safet Ćibo zabranjuje Hrvatima da se oglašavaju na Radio-Konjicu. Dekretom smjenjuje Vesnu Bektašević, glavnu i odgovornu urednicu radija, Hrvaticu. Nakon dva dana počinje blokada područja cijele općine Konjic, tako da Hrvati ne mogu niti ulaziti niti izlaziti. U većinskom hrvatskom selu Gostovići 23. ožujka 1993. godine pripadnici Armije BiH su uhitili i razoružali pa potom ubili trojicu pripadnika HVO-a. Vojnik Armije BiH Sjedo Hakalović je rafalom iz automatske puške ubio uhićenog i nenaoružanog pripadnika HVO-a, a ranio jednu ženu hrvatske nacionalnosti. Istog dana u Seonici, Nusret Šećibović, vojnik Armije BiH snajperskim hicem u leđa ubio je vozača sanitetskog vozila Dragana Vujičevića (1963.) dok je pokušavao osloboditi zatočenog liječnika dr. Mladena Krezića. Toga dana u selu Vrci, pretežito hrvatskom, ubijen je Marinko Džidžić (1945.) dok je sjedio u svojoj kući, te Ivan Stanić (1935.), Stoja Kožul (1935.) i Ana Kožul (1929.). U Žitačama toga je dana život izgubio Ante (Nika) Krešo (1935.), pogođen hicem u leđa. Istoga dana poubijano je i nekoliko pripadnika HVO-a. U Žitačama su Hazim Kozić, Hamza Ćosić, Enes Kozić, Dževad Ćosić i drugi pripadnici Armije BiH, ubili Matu (Stjepanova) Stjepanovića (1966.) ispred njegove kuće; na tijelu je imao tridesetak prostrijelnih rana. U selu Gostovići, u kući svoje tetke, Jele Rajić okrutno je ubijen pripadnik HVO-a Zvonko (Pere) Đopo a njegova tetka je teško ranjena i sada je stopostotni invalid. Toga dana su još bezobzirno pobijeni Ivan (Antin) Andrić (1966.), Mirko (Stjepanov) Đopo (1960.) i Ivan (Matin) Andrić (1970.). Što zaključiti iz činjenice da je toliko ljudi pobijeno istog dana gotovu istoga sata u raznim selima općine Konjic? Teško je tvrditi da ovi zločini nisu bili planirani.
Pristaše zločina nad Hrvatima i Srbima već su prije bivali ovdje i dolazak zloglasno Safeta Ćibe oslobodio je oganj kroatofobije koji je tinjao. Već nakon mjesec dana Ćibina komandiranja, 13. travnja 1993. godine, zatvorena je nadzorna točka Armije BiH u Jablanici i Hrvati nisu mogli ni ući ni izaći iz grada. Dva dana potom, 16. travnja u neposrednoj blizini Jablanice planuo je prvi oružani sukob između postrojbi Armije BiH i HVO. 19. travnja 1993. dok su vojnici HVO-a pretresali muslimansko – bošnjačke kuće, jedan je pripadnik lokalne postrojbe Armije BiH ubio dvojicu vojnika HVO-a i tada je došlo do žestokog oružanog sukoba. Uskoro su muslimansko – bošnjačke vlasti Jablanice uhitile prvu skupinu Hrvata i zatvorile ih u spomen – objekt Muzej u Jablanici, a Hrvate koji su ostali pod njihovom vlašću izložili torturi. Tada su Muslimani – Bošnjaci uhitili oko 400 Hrvata, i smjestili ih u “otvoreni logor”. Hrvati zauzimaju Soviće, a Muslimane – Bošnjake smještaju u jedan zaselak tog sela; nitko nije maltretiran.
Do dolaska Safeta Ćibe na mjesto predsjednika Ratnog predsjedništva za općine Konjic, Jablanicu i Prozor nije bilo oružanih sukoba između dvije vojske u Konjicu (HVO i ARBIH), dok je predsjednik Ratnog predsjedništva bio Rusmir Hadžihusejnović, zato što su načelnici Konjica i Jablanice surađivali s Hrvatima. Nažalost, ubojstava je bilo. Ćibo se kao novi predsjednik općina pučanstvu obratio radijom i rekao “U Bosni živi samo jedan narod, to su Bosanci islamske, pravoslavne i katoličke vjere”. Poruka je uznemirila hrvatsko stanovništvo koje je osjetilo da mu se pokušava osporiti pravo na nacionalni identitet. Hrvatski civili su izbjegli na na sigurnija područja.Javile su se i polarizacije među vojskama HVO i Armijom BiH i HVO se povukao na sjeverozapadni dio općine Jablanica da bi izbjegao latentnu opasnost sukoba s postrojbama Armije BiH, u čije redove se mobiliziralo sve više ljudi sa strane, prvenstveno velik dio muslimansko – bošnjačkih izbjeglica iz istočne Bosne, za koju se nisu borili jer su im obećali hrvatske kuće.
Bošnjačko vodstvo razmišljalo je o zamjeni teritorija i pučanstva Srebrenice i Vogošće, ili o užasnom humanom preseljenju naroda, o Kaknju i Konjicu, promišljalo se strateški što ako padnu Goražde i Žepa i bude egzodus stanovništva, gdje ga smjestiti, gdje pripremiti teren za prihvat izbjeglog stanovništvo, Goražde i Konjic su gradovi na rijekama i najsličniji su. Već 13. travnja 1993. godine, zatvorena je nadzorna točka Armije BiH u Jablanici i Hrvati nisu mogli ni ući ni izaći iz grada. Dva dana potom, 16. travnja u neposrednoj blizini Jablanice planuo je prvi oružani sukob između postrojbi Armije BiH i HVO. U izvješću Esada Ramića od 16. travnja 1993. stoji da je " Objekt Zlatar je u okruženju, a HVO traži pomoć – „na izmaku su snaga", "Babin Nos je blokiran", "Interesantno je da HVO Konjic putem veze vapi za pomoć …". . 
Nikakvi sporazumi u Ženevi niti Vance-Owenov plan nije bio u planu Muslimanima niti prekidi borbi. Arif Pašalić 17. travnja je naredio "Točka 3.: „U svemu ostalom pridržavati se ranije dobivenih naređenja i uputstava.“". Istoga je dana PNS za ONP Esad Ramić izvijestio svog zapovjednika Pašalića (4. Korpus A BiH): „NASTOJAĆEMO ŠTO PRIJE ZAVRŠITI POSAO U KONJICU A ZATIM SA SVIM BRIGADAMA KRENUTI U PROTIVUDAR U DVA PRAVCA“: 1. Konjic – Jablanica – Mostar 2. Konjic – Prozor – Rama. Izviješće je lažno, jer HVO nije napadao, jer nije imao ni efektive, ni vojsku, niti ikojim pravcem. Istina je da je HVO naftom platio VRS da izvuče civile i spasi ih od masakra, da zbrine ranjenike i spasi ih od smrti. Ipak je granatirala Konjic iz svojih vojnih razloga. U to vrijeme počinje strateški dogovor Muslimana i Srba u pokretu prema moru. Dogovorili su pregovore s četnicima 23. travnja na Butmiru.
19. travnja 1993. dok su vojnici HVO-a pretresali muslimansko – bošnjačke kuće, jedan je pripadnik lokalne postrojbe Armije BiH ubio dvojicu vojnika HVO-a i tada je došlo do žestokog oružanog sukoba. Uskoro su muslimansko – bošnjačke vlasti Jablanice uhitile prvu skupinu Hrvata i zatvorile ih u spomen – objekt Muzej u Jablanici, a Hrvate koji su ostali pod njihovom vlašću izložili torturi. Tada su Muslimani – Bošnjaci uhitili oko 400 Hrvata, i smjestili ih u “otvoreni logor”. Hrvati zauzimaju Soviće, a Muslimane – Bošnjake smještaju u jedan zaselak tog sela; nitko nije maltretiran. I jedva dvanaest dana poslije Ćibina dolaska na funkciju, 25. ožujka 1993. g. okrutno su ubijena četiri nemoćna i stara hrvatska civila u selu Orlište za što je kao vojni "Komandant Konjica" odgovoran po zapovjednoj odgovornosti za ubojstva konkretno i 4 nemoćna i stara hrvatska civila u selu Orlište. Orlište je par kilometara zračnim pravcem od zaseoka Podhuma „Gdje je 15.03.1992. g. izvršeno prvo postrojavanje jedinice patriota na širim prostorima Hercegovine u rejonu Mehine ravni - Podhum (Buturović Polje)“. Nameće se pitanje šta su tkz. „Patriote“ tražile u selu bez vojske i još na Prvi dan ramazanskog Bajrama i katolički blagdan Blagovijest 25.03.1993. godine. Nakon ubojstva, selo Orlišće temeljito je opljačkano pa spaljeno a opljačkana poljoprivredna mehanizacija i stoka, kao i druge vrijedne stvari završili su u susjednim selima.
U mjesec i pol njegova komandiranja općinom Konjic učinkovito su muslimanske snage agresijom na Hrvate u Konjicu i okolici sprovele etničko čišćenje. U izvješću pristiglo Glavnom stožeru HVO-a od 23. travnja 1993. stoji popis muslimanskih zločina. Slijedi popis brojnih sela gdje su Hrvati protjerani a selo opljačkano: Slavkovići, Dobričevići, Bare, Prijeslop, Solakova Kula, Goransko Polje. U selu Goranima Hrvate su protjerali, a 10 kuća opljačkali. U selu Trusini Hrvati su protjerani, dio strijeljan a selo je zapaljeno. Svi zatečeni Hrvati u Orlištu poubijani su, a selo spaljeno. U selu Sultiću Hrvati su protjerani, a selo spaljeno. U selu Bušćaku, Hrvati su protjerani, jedan dio sela spaljen, muškarci strijeljani. U selu Mrkosovicama - Lukšije, Hrvati su protjerani a zbog odsječenosti HVO još nije imao podataka o poginulima, pljački i paleži. U selu Jaseniku Hrvati su protjerani. U selu Ljesovini, Hrvati su pružali otpor i napad na selo trajao je već 10 dana. U Ljesovini su Hrvati iz sela Budišnje Ravni otkamo su protjerani. Sam grad Konjic bio je u potpunosti pod muslimanskom nadzorom. Hrvate su ili protjerali ili zatvorili u selo Čelebiće, gdje je prema saznanjima bilo oko trista Hrvata. Hrvati prognani iz grada skoncentrirani su u selima Turiji, Zabrđu i Zaslivlju i o sudbini im se zbog izolacije nije ništa znalo. U hrvatskom selu Dubravicama Hrvate su protjerali i koristili su ih Muslimani kao živi zid za osvajanje objekta Zlatar koji je držao HVO, i zbog izolacije ništa se nije znalo o sudbini vojnika i civila. U selu Galjevu, Hrvati su protjerani, selo opljačkano pa spaljeno. Selo Ovčari prošlo je s protjerivanjem Hrvata, opljačkano i još nije bilo poznato je li spaljeno. U selu Radeštinama Hrvati su bili u okruženju deset dana na lijevoj obali Jablaničkog jezera. Selo Vrci nasuprot Radeštinama tada se još dobro držalo, premda u potpunom okruženju. Također se tada još dobro držalo selo Obri, premda u okruženju i odvojeno od Vrca i Buturović Polja.
Oružani sukob HVO-a i Armije BiH na području Konjica započeo je 23. ožujka 1993., kada su pripadnici Armije BiH u ranim jutarnjim satima blokirali sve ulaze u grad Konjic.
Tada je pripadnicima Armije BiH od njihovih nadređenih naređeno da sve Hrvate u konjičkoj općini razoružaju, a ako Hrvati odbiju predati oružje da ih ubiju.  Na području prijevoja Ivan-Sedlo (najviša točka na cesti između Konjica i Sarajeva) pripadnici Armije BiH su bezrazložno uhitili oko 20 pripadnika HVO-a. O sudbini ove skupine uhićenih pripadnika HVO-a se od tada ništa više nije doznalo.
Dvanaest dana poslije Ćibina dolaska na funkciju, 25. ožujka 1993. g. okrutno su ubijena četiri nemoćna i stara hrvatska civila u selu Orlište. Orlište je par kilometara zračnim pravcem od zaseoka Podhuma. Nakon ubojstva, selo Orlišće temeljito je opljačkano pa spaljeno a opljačkana poljoprivredna mehanizacija i stoka, kao i druge vrijedne stvari završili su u susjednim selima.
Stravično stradavanje Hrvata se dogodilo u konjičkom selu Trusina 16. travnja 1993. godine (vidi Pokolj nad Hrvatima u selu Trusina). Većina u tom selu su bili Hrvati. Postrojbe Armije BiH potpomognute Bošnjacima iz okolnih sela ušle su u selo i mučki pobile 27 Hrvata. Preživjeli Hrvati iz sela su protjerani u selo Kostajnica. Imovina Hrvata je popaljena i popljačkana. Ovaj zločin nije doživio medijsko pokriće, a ovaj zločin ni danas nije procesuiran.
Ista sudbina ipak nije zadesila selo Radešine. Prije napada bošnjačkih postrojbi na to selo 25. travnja 1993. godine, svi seljani i HVO traže zaštitu od UNPROFOR-a koju kasnije i dobivaju. Ipak Armija BiH uhićuje 50 muškaraca iz tog sela, a ostali dio stanovništva sela Radešine je smješten u susjedno selo gdje bio pod zaštitom UNPROFOR-a.
Rano ujutro 2. svibnja 1993. postrojbe Armije BiH napale Podhum/Žitače, sjedište katoličke župe. Župa je 1991. godine imala 1.700 vjernika. Postrojbe Armije BiH su upale u selo i masakrirale hrvatske civile kao i vojnike HVO-a, koji su branili vlastite domove. Još uvijek se ne zna tko je sve ubijen. Tako su prema nekima, stradala 24 mještana, prema drugima 26, a prema trećima 27.
Dogovorom generala Milivoja Petkovića i generala Sefera Halilovića u Vrce krenuo je konvoj s humanitarnom pomoći iz Jablanice preko Kostajnice i Gornjih Nevizdraka 4. svibnja 1993. godine pod zapovjedništvom pukovnika dr. Tugomira Gverića. Trebalo se tim konvojem evakuirati mnoštvo ranjenih i bolesnih hrvatskih civila i vojnika iz Vrca. Unatoč dogovoru i pratnji UNPROFOR–a, vojnih promatrača i mješovitog povjerenstva muslimanske Armije RBiH i HVO-a sudionici konvoja hrvatske nacionalnosti višesatno su maltretirani na punktovima muslimanske Armije RBiH. Zbog minirane ceste i napada snajperima i PAM–ovima, konvoj je vraćen iz Gornjih Nevizdraka ne izvršivši svoju humanu zadaću. Odgovorni s muslimanske strane, dr. Safet Ćibo i Vehbija Karić, nikada nisu kažnjeni zbog žrtava prouzročenih nedolaskom konvoja na Vrce. To je bio prvi i jedini humanitarni konvoj upućen u Vrce.
Napad muslimanskih snaga na Hrvate Konjica i Klisa je bio posve potpuno neočekivan i dobro pripremljen, pa su Bošnjaci vrlo brzo i bez gubitaka ovladale gotovo cijelim prostorom općine Konjic i na tom prostoru uspostavile muslimansku vlast, provodeći nakon toga teror i zločin nad hrvatskim narodom Konjica. Pod kontrolom HVO-a su do kraja rata ostala 3 konjička sela: Turija, Zabrđe i Zaslivlje.
Hrvati iz Jablanice i Konjica imaju zajedničku i povezanu sudbinu, jer su zatvarani u iste logore a ratni komandant osobe bila je ista osoba. Zatvorski uvjeti bili su krajnje nehumani. Hrvatima su držali u prostorijama bez svjetla, oskudno i jednolično hranjeni užasnom hranom, prostorijama hladnijim od skladišta. Tijekom 24 sata samo tri puta po dvije minute puštani su u WC, zbog čega su nuždu rješavali u sali. Posjeta je bila dopuštena svakih 15 dana, samo najužoj rodbini. Uz to su se u zatvoru pojavile uši, žutica, svrab (scabies) i brojne kronične i akutne bolesti. Mnogi su civili dali velike novce da ih se propusti izaći. Imućniji su nudili svoju imovinu u zamjenu za svoj život, na što su im muslimansko-bošnjački zločinci hladnokrvno odgovarali da mogu birati između metka i rafala. Bilo je veliko bošnjačko nasilje nad sigurnošću i imovinom Hrvata i Srba. Hrvatski civili, stotine žena, djece i staraca za u sred noći napuštali su svoje potpuno i suvremeno opremljene domove, svom imovinom što su cijelog života stjecali, te su odjeveni prelazile Neretve studenoga 1993. godine, s desne na lijevu obalu. Od velika straha za za vlastite živote i neplivači su se upuštali u prelazak ledene i povelike rijeke. Preko željezničkog mosta koji je na izlazu iz Konjica prema Mostaru nisu smjeli jer mu je bio miniran pristup putom na desnoj obali Neretve, ali ne radi vojske, nego radi sprječavanja prelaska i izlaska civila. Jednu djevojku su ovamo naveli na mine i obje su poginule.
Za ratnog sukoba između Armije BiH i HVO-a u općini Konjic, 160 Hrvata je ubijeno, a od toga je 80 odraslih civila, 7 djece i 39 zarobljenih i ubijenih vojnika HVO-a. Stradanja Hrvata u konjičkoj općini bila su veoma teška, a živote se gubilo na razne i okrutne načine. Najveća hrvatska stratišta u konjičkoj općini su: Gostovići 4 žrtve, Orlište 4 žrtve, Bušćak 3 žrtve, Trusina 22 žrtve, Vrci 7 žrtava, Radešine 5 žrtava, Dubravice 5 žrtava, Podhum/Žitače 26 žrtava, Zaslivlje 3 žrtve, Orahovica 4 žrtve.
U gradu je u zatvorima bilo, s područja općine Konjic, zatočeno oko 500 pripadnika HVO-a i preko 400 civila. Od zatvorenika je u više navrata prisilno uzimana krv, što su potvrdili i predstavnici ICRC-a, (Međunarodnog Crvenog križa), a izvršilac je bio Emir Kovačić po nalogu dr. Ahmeda Jusufbegovića. Zatočeni Hrvati su morali kopati rovove i razminiravati terene, a služili su i kao živi štit u borbama. Čak ih se prisiljavalo da pale hrvatske kuće i gospodarske zgrade. Na području općine Konjic za Hrvate je bilo formirano 13 logora, a u Čelebiću je bio i specijalni logor za žene u kojem su iste bile silovane. Općinski odbor prognanih i izbjeglih Hrvata općine Konjic je l. ožujka 1996. godine uputio pismenim putem tužitelju ITCY. (Međunarodnog suda za ratne zločine na području bivše Jugoslavije) u Haagu, kaznenu prijavu protiv poznatih počinitelja zločina u konjičkoj općini. Njih se tereti za kaznena djela protiv čovječnosti i međunarodnog ratnog prava po Ženevskim konvencijama iz 1949. godine, kao i zbog zapovijedanja i izvršenja genocida nad Hrvatima općine Konjic tijekom 1993. godine. Krivična prijava podnesena je protiv Alije Izetbegovića, dr. Safeta Ćibe i njihovih suradnika.
Iz konjičke općine je izbjeglo ili je protjerano 9000 hrvatskih žitelja.
18. rujna 1996. na sastanku Općinskog odbora HDZ-a Konjica održanog u Mostaru službeno je predstavljen javnosti Dokument o "ratnim zločinima Alije Izetbegovića i dr. Safeta Ćibe nad Hrvatima općine Konjic 1993. g."
Bilanca ratne strahovlade Safeta Ćibe i pristaša u općini Konjicu je da je od 11.513 Hrvata i 6.620 Srba s prijeratnog popisa ostalo 2013. g. tek 1.553 Hrvata i 355 Srba, dok u stvarnosti daleko manje. Sramotna je činjenica da od rata do danas ni jedan sastav Općinskog vijeća Konjic nije nikada održao Okrugli stol, Radionicu ili stavilo na dnevni red točku „Analiza uspješnosti sprovedbe povratka prognanih, izbjeglih i raseljenih osoba u Konjicu po Aneksu 7 Dejtonskog sporazuma“, premda je Konjic proglašen Otvorenim gradom.